# Nordirland
Nordirland (englisch Northern Ireland, irisch Tuaisceart Éireann) ⓘ ist ein Landesteil des Vereinigten Königreichs Großbritannien und Nordirland. Es besteht aus sechs der neun Grafschaften der historischen irischen Provinz Ulster im Nordosten der Insel Irland.
Nordirland ist dichter bevölkert und kleiner als die Republik Irland in der Mitte und im Süden der irischen Insel. Es hat einen höheren Industrialisierungsgrad, aber die Republik Irland hat heute (ab etwa dem Jahr 2000) ein höheres Bruttoinlandsprodukt pro Kopf.

## Geographie

### Physische Geographie

Reliefkarte von Nordirland

Nordirland bildet die Fortsetzung des Landschaftsbildes in Nordengland und Südschottland nach Westen hin. Die Küstenlinie ist reich gegliedert. Das Klima ist – wie überall auf den Britischen Inseln – ozeanisch und wird vom Golfstrom beeinflusst.
Nordirland hat eine Nord-Süd-Ausdehnung von 140 km. Von Osten nach Westen sind es 180 km. Die nordirische Küste ist etwa 500 km lang. Die Insel Rathlin im Nordosten gehört zu Nordirland.
Die Grenze zur Republik Irland ist fast 500 Kilometer lang. Nordirlands Flächenanteil an der gesamten irischen Insel liegt bei etwa 16 Prozent (der Anteil der Bevölkerung hingegen bei knapp 30 Prozent).
Es gibt drei Höhenzüge: im Nordwesten die Sperrin Mountains, im Nordosten das Antrim Plateau (höchste Erhebung: der Trostan, 551 m), im Südosten die Mourne Mountains (852 m).
Der größte See in Nordirland (und auch in den Britischen Inseln als Ganzes) ist der Lough Neagh westlich von Belfast mit 392 Quadratkilometern Fläche und einer maximalen Tiefe von 25 m.

### Wichtige Städte
- Armagh, Ardglass
- Ballycastle, Ballyclare, Ballymena, Banbridge, Bangor, Belfast, Bushmills
- Carrickfergus, Coleraine, Comber, Cookstown, Craigavon, Claudy
- Derry, Donaghadee, Downpatrick, Dromore, Dundonald, Dungannon, Dungiven
- Enniskillen
- Hillsborough, Holywood
- Larne, Limavady, Lisburn, Lurgan
- Magherafelt, Maghera
- Newcastle, Newry, Newtownabbey, Newtownards
- Omagh
- Portadown, Portrush
- Strabane
- Warrenpoint

## Geschichte

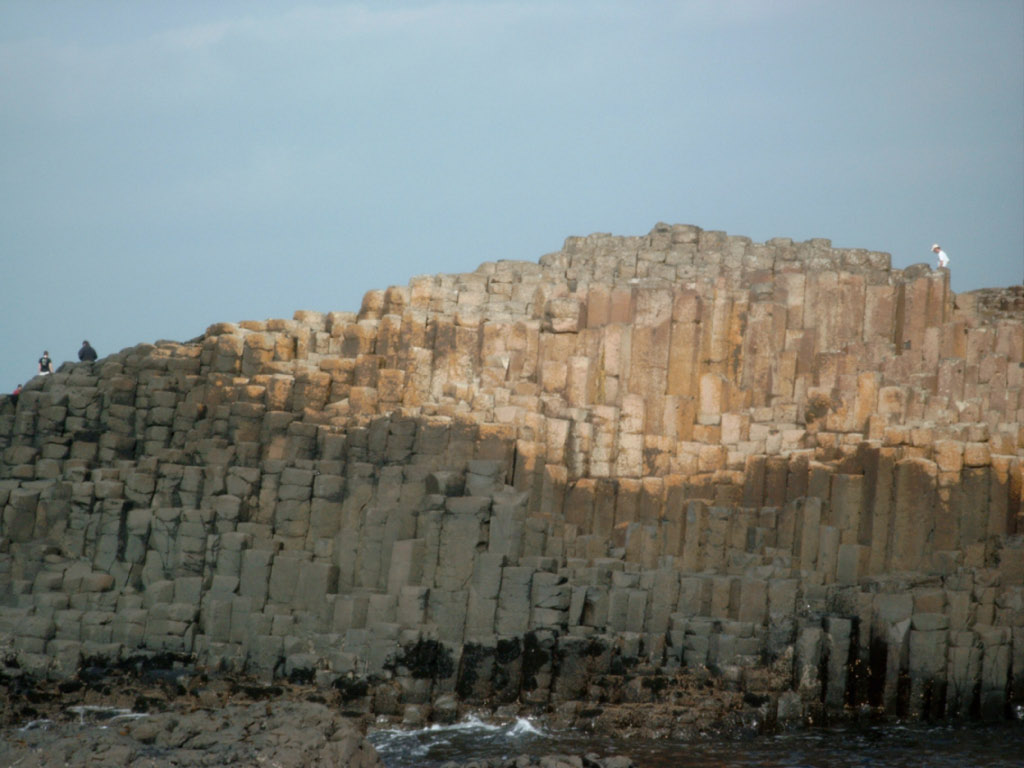
Giant’s Causeway

Die Teilung Irlands in die Republik Irland und Nordirland fand 1921 nach dem Irischen Unabhängigkeitskrieg statt.
Nachfolgend wurde der katholische Bevölkerungsteil bei der Arbeitsplatz- und Wohnungssuche in Nordirland benachteiligt. Die Gesellschaft teilte sich politisch in meist irischstämmige katholische Republikaner, die das Ziel einer Wiedervereinigung mit der Republik Irland verfolgten, und meist protestantische Unionisten oder Royalisten, die von Zuwanderern abstammen und den Verbleib im Vereinigten Königreich wollten.
Bei den Kommunalwahlen 2023 errang die katholisch orientierte Partei Sinn Féin 144 der zu vergebenen 467 Sitze und wurde erstmals stärkste Partei.

## Politik

### Verwaltung
Nordirland gehört zum Vereinigten Königreich und bildet innerhalb des Königreichs neben England, Schottland und Wales eines der vier Landesteile (eng. constituent country). Die anderen drei Landesteile liegen auf der Insel Großbritannien, während Nordirland im Jahre 1919 aus der Teilung der Insel Irland entstand.
Nordirland wurde von 1919 bis 1972 und wird seit 1998 wieder von einer nordirischen Regierung und einem nordirischen Parlament verwaltet, die ihren Sitz im Stormont House in Belfast haben, und daher vielfach „Stormont“ in der Alltagssprache genannt werden.
In der Zeit von 1972 bis 1998 wurde die nordirische Selbstverwaltung aufgrund der bürgerkriegsähnlichen Zustände aufgehoben, und Nordirland wurde direkt aus London von der Regierung des Vereinigten Königreichs verwaltet. Hierzu wurde das Nordirlandministerium (Northern Ireland Office, Abk. NIO) geschaffen, das von einem Minister geleitet wird. Seit 1998 ist das Nordirlandministerium nur noch verantwortlich für die Bereiche Strafgerichtsbarkeit und Justizvollzug, Polizei (siehe unten), die Fürsorge für Opfer politisch motivierter Verbrechen sowie zeitweise (2002–2007, 2017–2020) für die Rechtsaufsicht über die Behörden in Nordirland. Minister für Nordirland ist seit dem 5. Juli 2024 Hilary Benn (Labour), der auf Chris Heaton-Harris (Conservative Party) folgte.
1998 erhielt Nordirland wie auch Wales und Schottland seine Regionalverwaltung wieder, da die Regierung von Tony Blair die Politik der Devolution auch in Nordirland umsetzte. In Nordirland wurde jedoch mit dem Karfreitagsabkommen eine Regionalverwaltung geschaffen, die sich deutlich von den anderen Landesteilen unterscheidet.
Es gibt das Büro der Exekutive („First Minister and deputy First Minister von Nordirland“) sowie zehn Regional-Ministerien, nämlich für:
- Landwirtschaft
- Kultur
- Kunst und Freizeit
- Bildung
- Umwelt
- Finanzen und Personal
- Gesundheit
- Wirtschaft
- Beschäftigung und Fortbildung
- Regionalentwicklung und Soziale Entwicklung

Ein Aspekt dieser Konstruktion liegt darin, dass die Ministerien der Republik Irland ein Gegenüber nicht in London, sondern in Belfast haben und das allmähliche Zusammenwachsen Irlands so gefördert wird.
Der Haushalt der nordirischen Regierung, der Northern Ireland Executive, ist hochdefizitär. Nicht einmal zwei Drittel der Ausgaben sind durch Einnahmen in Nordirland gedeckt. Das Vereinigte Königreich muss die Ausgaben der nordirischen Regierung mit mehr als neun Milliarden Pfund jährlich subventionieren.

### Distrikte
Bis 1972 war Nordirland in sechs Grafschaften gegliedert:
- Antrim
- Armagh
- Down
- Fermanagh
- Derry (Londonderry)
- Tyrone

Ab 1973 gab es eine einstufige Verwaltung mit 26 Distrikten.
Seit dem 1. April 2015 ist Nordirland in elf Distrikte gegliedert:

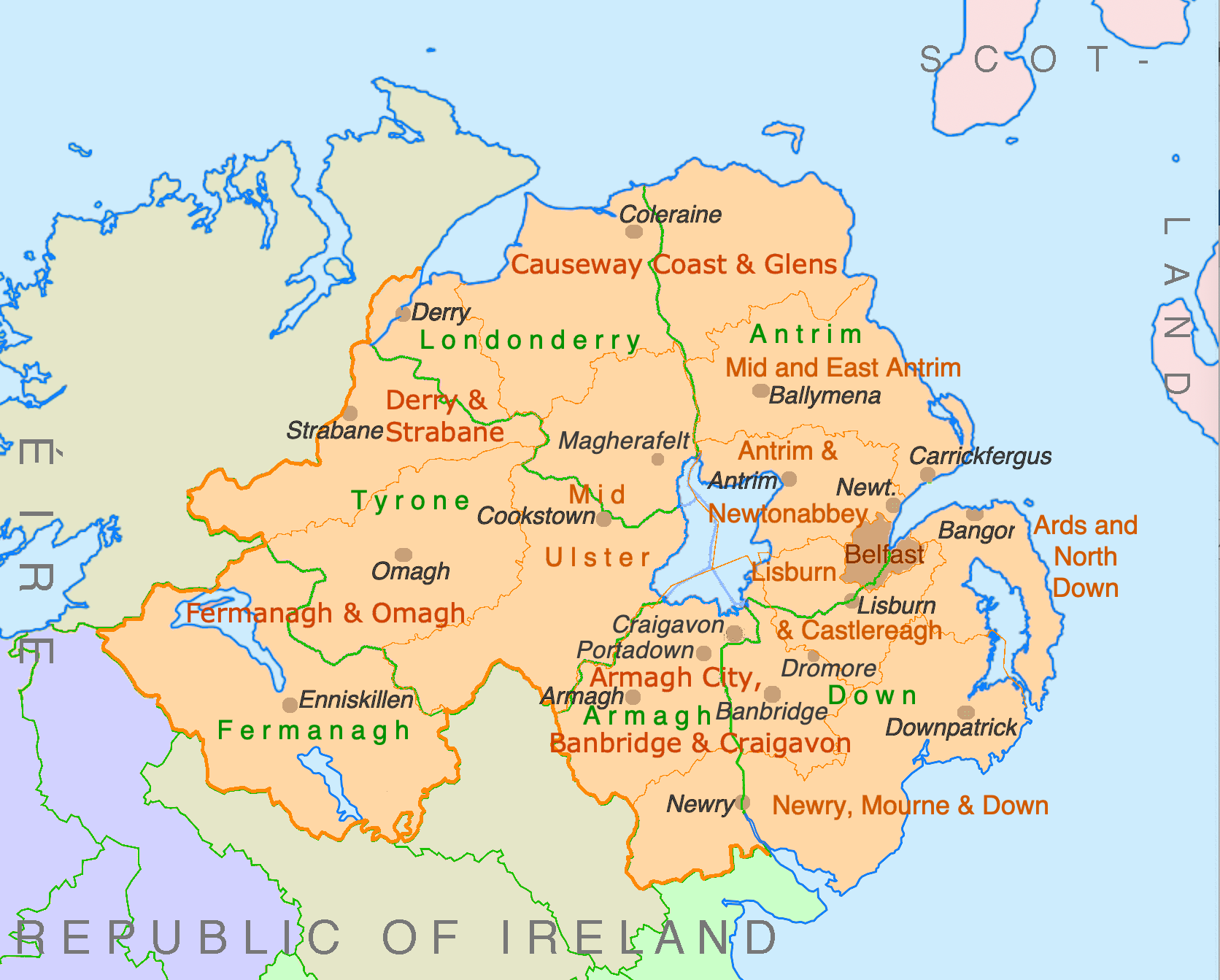
Aktuelle Distrikte (rot) und historische Grafschaften (grün).
In kulturellen Belangen verwendet sogar die staatliche Denkmalbehörde bei der räumlichen Zuordnung der Baudenkmäler die Grafschaften.

| Name                                 | Verwaltungs- status | Fläche (km²) |
| ------------------------------------ | ------------------- | ------------ |
| Antrim and Newtownabbey              | Borough             | 572          |
| Ards and North Down                  | Borough             | 461          |
| Armagh City, Banbridge and Craigavon | District            | 1.337        |
| Belfast                              | City                | 133          |
| Causeway Coast and Glens             | District            | 1.980        |
| Derry City and Strabane              | District            | 1.238        |
| Fermanagh and Omagh                  | District            | 2.857        |
| Lisburn and Castlereagh              | District            | 505          |
| Mid and East Antrim                  | District            | 1.046        |
| Mid Ulster                           | District            | 1.827        |
| Newry, Mourne and Down               | District            | 1.633        |

### Symbole
Es gibt zurzeit keine offizielle Flagge Nordirlands. Bis 1973 wurde in Nordirland die Red Hand Flag of Ulster als offizielle Flagge verwendet. Daneben gab es auch ein Wappen.
Lediglich im Sport wird weiter die ehemalige Flagge von Nordirland bei verschiedenen Veranstaltungen benutzt. So bei den Commonwealth Games und im Snooker für Einzelspieler und Mannschaften, sowie im Fußball für die nordirische Fußballnationalmannschaft sowohl von der FIFA als auch der UEFA, etwa bei der Fußball-Europameisterschaft 2016.
Siehe auch
- Flaggen und Wappen der Provinzen und Grafschaften Irlands
- Ulster, nicht voll deckungsgleich mit Nordirland

Wappen der ehemaligen Counties (Grafschaften)

County Antrim
County Derry (Londonderry)
County Tyrone
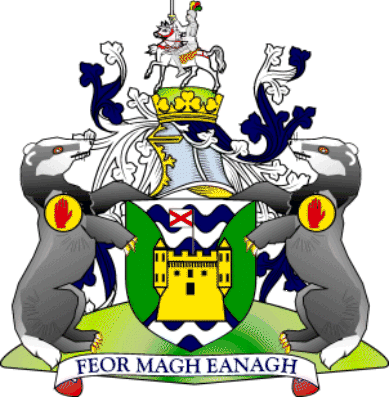
County Fermanagh
County Armagh
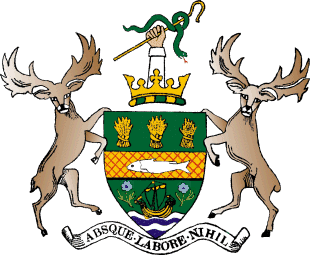
County Down

### Parteien
Die bedeutendsten politischen Parteien in der Northern Ireland Assembly und ihre derzeitige grobe Charakterisierung:
- protestantisch, pro-britisch, für Verbleib beim Vereinigten Königreich („unionistisch“):
  - Democratic Unionist Party (DUP)
  - Ulster Unionist Party (UUP), gemäßigt
  - Traditional Unionist Voice (TUV)
  - Progressive Unionist Party (PUP)
- katholisch, pro-irisch, für Vereinigung mit der Republik Irland („republikanisch“):
  - Sinn Féin (SF)
  - Social Democratic and Labour Party (SDLP), gemäßigt
  - Aontú
- überkonfessionell:
  - Alliance Party of Northern Ireland (AP)
  - Green Party in Northern Ireland (GP)
  - People Before Profit (PBP)

Wahlergebnisse der letzten fünf Britischen Unterhauswahlen für Nordirland:
| Partei | Partei                             | 2024   | 2024    | 2019               | 2019               | 2017   | 2017    | 2015   | 2015    | 2010   | 2010    |
| Partei | Partei                             | Anteil | Mandate | Anteil             | Mandate            | Anteil | Mandate | Anteil | Mandate | Anteil | Mandate |
| ------ | ---------------------------------- | ------ | ------- | ------------------ | ------------------ | ------ | ------- | ------ | ------- | ------ | ------- |
|        | Sinn Féin                          | 27,0 % | 07      | 22,8 %             | 07                 | 29,4 % | 07      | 24,5 % | 04      | 25,5 % | 05      |
|        | Democratic Unionist Party          | 22,1 % | 05      | 30,6 %             | 08                 | 36,0 % | 10      | 25,7 % | 08      | 25,0 % | 08      |
|        | Social Democratic and Labour Party | 11,1 % | 02      | 14,9 %             | 02                 | 11,7 % | 0       | 13,9 % | 03      | 16,5 % | 03      |
|        | Alliance Party of Northern Ireland | 15,0 % | 01      | 16,8 %             | 01                 | 07,9 % | 0       | 08,6 % | 0       | 06,3 % | 01      |
|        | Ulster Unionist Party              | 12,2 % | 01      | 11,7 %             | 0                  | 10,3 % | 0       | 16,0 % | 02      | 15,2 % | 0       |
|        | Traditional Unionist Voice         | 06,2 % | 01      | nicht teilgenommen | nicht teilgenommen | 00,4 % | 0       | 02,3 % | 0       | 03,9 % | 0       |
|        | Unabhängige                        | 03,0 % | 01      | 00,2 %             | 0                  | 02,0 % | 01      | 03,6 % | 01      | 07,1 % | 01      |

Wahlergebnisse der letzten fünf Wahlen zur Nordirland-Versammlung:
| Partei | Partei                             | 2022   | 2022    | 2017   | 2017    | 2016   | 2016    | 2011   | 2011    | 2007   | 2007    |
| Partei | Partei                             | Anteil | Mandate | Anteil | Mandate | Anteil | Mandate | Anteil | Mandate | Anteil | Mandate |
| ------ | ---------------------------------- | ------ | ------- | ------ | ------- | ------ | ------- | ------ | ------- | ------ | ------- |
|        | Sinn Féin                          | 29,0 % | 27      | 27,9 % | 27      | 24,0 % | 28      | 26,9 % | 29      | 26,2 % | 28      |
|        | Democratic Unionist Party          | 21,3 % | 25      | 28,1 % | 28      | 29,2 % | 38      | 30,0 % | 38      | 30,1 % | 36      |
|        | Alliance Party of Northern Ireland | 13,5 % | 17      | 09,1 % | 08      | 07,0 % | 08      | 07,7 % | 08      | 05,2 % | 07      |
|        | Ulster Unionist Party              | 11,2 % | 09      | 12,9 % | 10      | 12,6 % | 16      | 13,2 % | 16      | 14,9 % | 18      |
|        | Social Democratic and Labour Party | 09,1 % | 08      | 11,9 % | 12      | 12,0 % | 12      | 14,2 % | 14      | 15,2 % | 16      |
|        | Traditional Unionist Voice         | 07,6 % | 01      | 02,6 % | 01      | 03,4 % | 01      | 02,5 % | 01      | –      | –       |
|        | People Before Profit               | 01,1 % | 01      | 01,8 % | 01      | 02,0 % | 02      | 00,8 % | 0       | 00,1 % | 0       |
|        | Green Party in Northern Ireland    | 01,9 % | 0       | 02,3 % | 02      | 02,7 % | 02      | 00,9 % | 01      | 01,7 % | 01      |
|        | Aontú                              | 01,5 % | 0       | –      | –       | –      | –       | –      | –       | –      | –       |
|        | Progressive Unionist Party         | 00,3 % | 0       | 00,7 % | 0       | 00,9 % | 0       | 00,2 % | 0       | 00,6 % | 01      |
|        | Unabhängige                        | 02,9 % | 02      | 01,8 % | 01      | 03,2 % | 01      | 00,5 % | 01      | 02,8 % | 01      |

### Ergebnis des Referendums über das Verlassen der EU

„Brexit“-Abstimmungsgebiete in Nordirland 2016, blau = die EU verlassen; gelb = in der EU bleiben

Ergebnisse im Vereinigten Königreich, blau = die EU verlassen; gelb = in der EU bleiben

Am 23. Juni 2016 fand das Referendum über das Verlassen der EU statt. Im Vereinigten Königreich wurde mehrheitlich für ein Verlassen der EU gestimmt, in Nordirland und in Schottland jedoch mehrheitlich für einen Verbleib in der EU.
Nach diesem Ergebnis forderte der damalige irische Premierminister Enda Kenny ein Referendum über eine Wiedervereinigung Nordirlands mit der Republik Irland.
| Wahlbezirk               | Stimmen   | Stimmen    | Stimmen    | Stimmen    | Stimmen         | Ergebnis   |
| Wahlbezirk               | Verlassen | Verlassen  | Verbleiben | Verbleiben | Wahlbeteiligung | Ergebnis   |
| Wahlbezirk               | %         | Zahl       | %          | Zahl       | %               | Ergebnis   |
| ------------------------ | --------- | ---------- | ---------- | ---------- | --------------- | ---------- |
| Belfast East             | 51,4      | 21.918     | 48,6       | 20.728     | 66,2            | Verlassen  |
| Belfast North            | 49,6      | 19.844     | 50,4       | 20.128     | 57,5            | Verbleiben |
| Belfast South            | 30,5      | 13.596     | 69,5       | 30.960     | 67,6            | Verbleiben |
| Belfast West             | 25,9      | 08.092     | 74,1       | 23.099     | 48,9            | Verbleiben |
| East Antrim              | 55,2      | 22.929     | 44,8       | 18.616     | 65,2            | Verlassen  |
| East Londonderry         | 48,0      | 19.455     | 52,0       | 21.098     | 59,9            | Verbleiben |
| Fermanagh & South Tyrone | 41,4      | 19.958     | 58,6       | 28.200     | 67,9            | Verbleiben |
| Foyle                    | 21,7      | 08.905     | 78,3       | 32.064     | 57,4            | Verbleiben |
| Lagan Valley             | 53,1      | 25.704     | 46,9       | 22.710     | 66,6            | Verlassen  |
| Mid Ulster               | 39,6      | 16.799     | 60,4       | 25.612     | 61,7            | Verbleiben |
| Newry & Armagh           | 37,1      | 18.659     | 62,9       | 31.693     | 63,7            | Verbleiben |
| North Antrim             | 62,2      | 30.938     | 37,8       | 18.782     | 64,9            | Verlassen  |
| North Down               | 47,6      | 21.046     | 52,4       | 23.131     | 67,7            | Verbleiben |
| South Antrim             | 50,6      | 22.055     | 49,4       | 21.498     | 63,4            | Verlassen  |
| South Down               | 32,8      | 15.625     | 67,2       | 32.076     | 62,4            | Verbleiben |
| Strangford               | 55,5      | 23.383     | 44,5       | 18.727     | 64,5            | Verlassen  |
| Upper Bann               | 52,6      | 27.262     | 47,4       | 24.550     | 63,8            | Verlassen  |
| West Tyrone              | 33,2      | 13.274     | 66,8       | 26.765     | 61,8            | Verbleiben |
| Gesamt Nordirland        | 44,2      | 349.442    | 55,8       | 440.437    | 62,9            | Verbleiben |
| Gesamt Großbritannien    | 51,9      | 17.410.742 | 48,1       | 16.141.241 | 72,2            | Verlassen  |

### Polizei
Die frühere Royal Ulster Constabulary (RUC) heißt seit 2001 Police Service of Northern Ireland (PSNI). Während sie bis 1998 fast ausschließlich aus britisch-protestantischen Beamten bestand, wurde sie 1999 um die Hälfte auf etwa 7000 Beamte verkleinert und soll bei Neueinstellungen zur Hälfte katholische Bewerber einstellen, um den sozialen Frieden gewährleisten zu können. In Belfast existiert eine Anlaufstelle für Beschwerdeführer gegen die Polizei, der sogenannte „Ombudsmann“.

## Religion
Katholiken:
- Römisch-katholische Kirche auf der Insel Irland: Etwa 42,3 Prozent der Nordiren und etwa 78,3 Prozent der Bevölkerung in der Republik Irland bezeichnen sich als römisch-katholisch. Der Sitz des Primas von ganz Irland (seit 2014 Eamon Martin) befindet sich ebenfalls in Armagh. Auch der katholische Primas und die Irische Bischofskonferenz (Irish Bishops’ Conference) sind gesamtirische Institutionen.

Protestanten:
- Presbyterianische Kirche (calvinistisch-reformiert): Die größte protestantische Gemeinschaft mit etwa 16,6 Prozent ist schottischer Herkunft (dort: Church of Scotland).

- Church of Ireland (Anglikaner): Anders als in England besteht seit 1871 keine Staatskirche mehr. Etwa 11,5 % der Bevölkerung in Nordirland und etwa 2,7 % der Bevölkerung in der Republik Irland rechnen sich zur anglikanischen Gemeinschaft der Church of Ireland, deren Erzbischof (John McDowell) in Armagh residiert.

| Religion | Census 2021                             | +/− Census 2011                          |
| --- | --------------------------------------- | ---------------------------------------- |
| Protestantische Kirchen - Presbyterian Church in Ireland - Church of Ireland (Anglikaner) - Methodist Church in Ireland - Andere protestantische Kirchen 1 | 37,36 % 16,61 % 11,55 % 02,35 % 06,85 % | ▼4,20 % ▼2,45 % ▼2,19 % ▼0,65 % ▲1,09 %; |
| Römisch-katholische Kirche | 42,31 %                                 | ▲1,55 %                                  |
| Andere Religionen | 01,34 %                                 | ▲0,52 %                                  |
| Keine Religion | 17,39 %                                 | ▲7,28 %                                  |
| Religion nicht angegeben | 01,60 %                                 | ▼5,15 %                                  |

Aufgrund der hohen gesellschaftlichen Bedeutung der konfessionellen Zuordnung wird in Nordirland bei Volkszählungen nicht nur nach der Kirchenzugehörigkeit gefragt, sondern auch nach der religiösen Prägung („religion or religion brought up in“: die jetzige Religion oder die Religion, in der jemand aufwuchs). Bei der Volkszählung 2021 gaben 45,7 % der Nordiren einen katholischen Hintergrund an, 43,5 % einen protestantischen, 1,5 % einen anderen religiösen und 5,6 % einen nicht-religiösen. Der katholische Bevölkerungsanteil war in der zweiten Hälfte des 20. Jahrhunderts und in den beiden ersten Jahrzehnten des 21. Jahrhunderts stetig gewachsen, der protestantische stetig gesunken. Bei der Volkszählung 2021 übertraf die Zahl der Nordiren mit katholischem Hintergrund erstmals die der Nordiren mit protestantischem Hintergrund. Die Entwicklung, die im Volkszählungsergebnis von 2021 sichtbar wurde, fand in den irischen wie britischen Medien große Beachtung. Auch der Anteil der konfessionslosen Nordiren steigt stetig.
Nach der EU-Erweiterung 2004 kamen viele Migranten aus ost- und mitteleuropäischen Staaten nach Nordirland (vorwiegend Polen), die mehrheitlich katholisch waren. Im Jahr 2011 umfasste diese Gruppe 35.720 Personen (davon 63 % Katholiken), die knapp 2 % der Bevölkerung ausmachten.
| Distrikt                             | Katholiken | Katholiken | Protestanten und andere Christen | Protestanten und andere Christen | Andere  | Andere    |
| Distrikt                             | 2011       | 2021       | 2011                             | 2021                             | 2011    | 2021      |
| ------------------------------------ | ---------- | ---------- | -------------------------------- | -------------------------------- | ------- | --------- |
| Antrim and Newtownabbey              | 26,71 %    | 28,37 % ▲  | 52,19 %                          | 46,25 % ▼                        | 21,10 % | 25,38 % ▲ |
| Ards and North Down                  | 11,05 %    | 11,26 % ▲  | 62,88 %                          | 55,47 % ▼                        | 26,07 % | 33,27 % ▲ |
| Armagh City, Banbridge and Craigavon | 39,48 %    | 41,04 % ▲  | 45,87 %                          | 41,73 % ▼                        | 14,65 % | 17,23 % ▲ |
| Belfast                              | 42,44 %    | 43,46 % ▲  | 34,35 %                          | 29,74 % ▼                        | 23,21 % | 26,80 % ▲ |
| Causeway Coast and Glens             | 36,97 %    | 37,60 % ▲  | 48,44 %                          | 45,32 % ▼                        | 14,59 % | 17,08 % ▲ |
| Derry and Strabane                   | 65,46 %    | 68,36 % ▲  | 22,48 %                          | 21,09 % ▼                        | 12,06 % | 10,55 % ▼ |
| Fermanagh and Omagh                  | 59,67 %    | 61,15 % ▲  | 29,97 %                          | 27,93 % ▼                        | 10,36 % | 10,92 % ▲ |
| Lisburn and Castlereagh              | 21,17 %    | 23,95 % ▲  | 57,53 %                          | 49,17 % ▼                        | 21,30 % | 26,87 % ▲ |
| Mid and East Antrim                  | 17,02 %    | 17,40 % ▲  | 63,56 %                          | 57,86 % ▼                        | 19,42 % | 24,74 % ▲ |
| Mid Ulster                           | 59,24 %    | 62,35 % ▲  | 30,13 %                          | 27,82 % ▼                        | 10,63 % | 09,83 % ▼ |
| Newry, Mourne and Down               | 65,99 %    | 68,19 % ▲  | 20,24 %                          | 19,03 % ▼                        | 13,77 % | 12,77 % ▼ |
| Nordirland gesamt                    | 40,76 %    | 42,31 % ▲  | 41,56 %                          | 37,36 % ▼                        | 17,68 % | 20,33 % ▲ |

## Wirtschaft
Nordirland war – wie die Republik Irland – von Auswanderung geprägt.
Größere Investitionen wurden aufgrund der ethnisch-konfessionellen Spaltung und der politischen Unsicherheit kaum getätigt; das Bruttoinlandsprodukt (BIP) bewegte sich 1991 auf 81 Prozent des Durchschnitts im Vereinigten Königreich; die Arbeitslosigkeit war hoch.
Seit 1997 wird mehr investiert und die Wirtschaft wächst stärker. Seit 1999 erlebt das Land einen Anstieg beim Tourismus. Ein wichtiges Unternehmen ist Premier Power.
Die Währung in Nordirland ist das Pfund Sterling. Vier Geschäftsbanken (Bank of Ireland, First Trust Bank, Danske Bank, Ulster Bank) dürfen eigene nordirische Banknoten drucken.
Im Vergleich mit dem Bruttoinlandsprodukt der Europäischen Union, ausgedrückt in Kaufkraftstandards, erreichte Nordirland 2015 einen Index von 78 (EU-28 = 100).
Im Jahr 2017 betrug die Arbeitslosenquote (laut Eurostat-Definition) 4,6 %.

### Verkehr
Flüge
Nordirland hat drei internationale Flughäfen, zwei bei Belfast, den Belfast International Airport und George Best Belfast City Airport, einen bei Derry.
Auto
Der Motorway M1 verbindet Belfast mit Dungannon, der Motorway M2 führt von Belfast nach Antrim, der Motorway M3 von Belfast nach Ballymacarrett.
Bus
Da das Bahnnetz sehr dünn ist, hat sich ein recht dichtes Netz aus Buslinien entwickelt.
Eisenbahn
Nordirland hat ein relativ dünnes Bahnnetz von 340 km. Translink nutzt ausschließlich Züge mit Dieselantrieb und verbindet Belfast mit:
- Derry (via Ballymena und Coleraine) nach Norden
- Portrush (via Ballymena und Coleraine) nach Norden
- Larne nach Nordosten
- Dublin (via Portadown) nach Süden
- Bangor nach Osten

### Tourismus

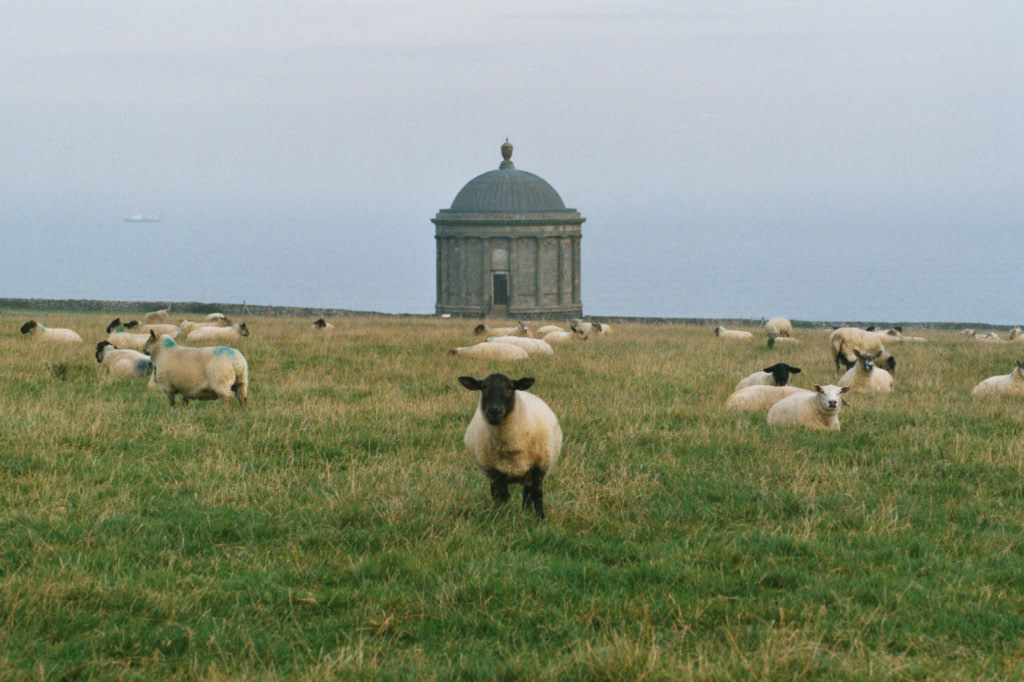
Mussenden Temple im County Antrim

Nordirland ist ein sicheres Reiseland. Die Republik Irland und das Vereinigte Königreich bilden trotz der Unabhängigkeit der Republik Irland eine informelle Common Travel Area (etwa: gemeinsame Reisezone), deshalb gibt es bei Reisen zwischen der Republik und dem zum Vereinigten Königreich gehörenden Nordirland keine Grenzkontrollen. Sowohl die Republik Irland als auch das Vereinigte Königreich sind keine Vertragsparteien der Schengener Abkommen und haben auch den Schengen-Besitzstand der Europäischen Union nicht übernommen; sie entscheiden von Fall zu Fall, ob und welche Regelungen sie übernehmen (geschehen z. B. für das Schengener Informationssystem). Sollte einer der beiden Staaten dem Schengen-Raum beitreten, würde die Common Travel Area zerbrechen.
Ein sehenswertes Naturdenkmal ist der Giant’s Causeway (deutsch „Damm des Riesen“), mit rund 40.000 Basaltsäulen am Meer, geschützt durch den National Trust, etwa 20 km westlich von Ballycastle an der Nordküste von Antrim. Weitere sehenswerte Gegenden und Landschaften sind:
- Die Berge von Mourne (englisch the Mourne Mountains)
- Lough Neagh, größter See der Britischen Inseln
- Lough Erne
- Strangford Lough
- Carlingford Lough
- Die Antrim-Täler (englisch the Glens of Antrim)
- Das Seenland von Fermanagh (englisch the Fermanagh Lakeland)
- Die Sperrin-Berge (englisch the Sperrin Mountains)
- Die Nationalparks (englisch the National parks of Northern Ireland)
- Es gibt einige sehenswerte Gärten und Parks, etwa bei Glenarm Castle[21]

Wie auch in der Republik Irland gehören Golf, Angeln, Wandern und Bootstourismus zu den möglichen Urlaubsaktivitäten; es gibt Bootstouren, die die Republik Irland und Nordirland verbinden.
Kulturelle Ereignisse konzentrieren sich in Belfast und Derry. Der Tourismus trägt mit 1,5 Millionen Besuchern (2002) zu zwei Prozent zum nordirischen Bruttonationaleinkommen bei; die große Mehrheit der Besucher kommt aus der Republik Irland sowie aus den anderen Landesteilen des Vereinigten Königreiches. Etwa 100.000 Besucher kommen je aus der übrigen Europäischen Union und den USA.

## Sport

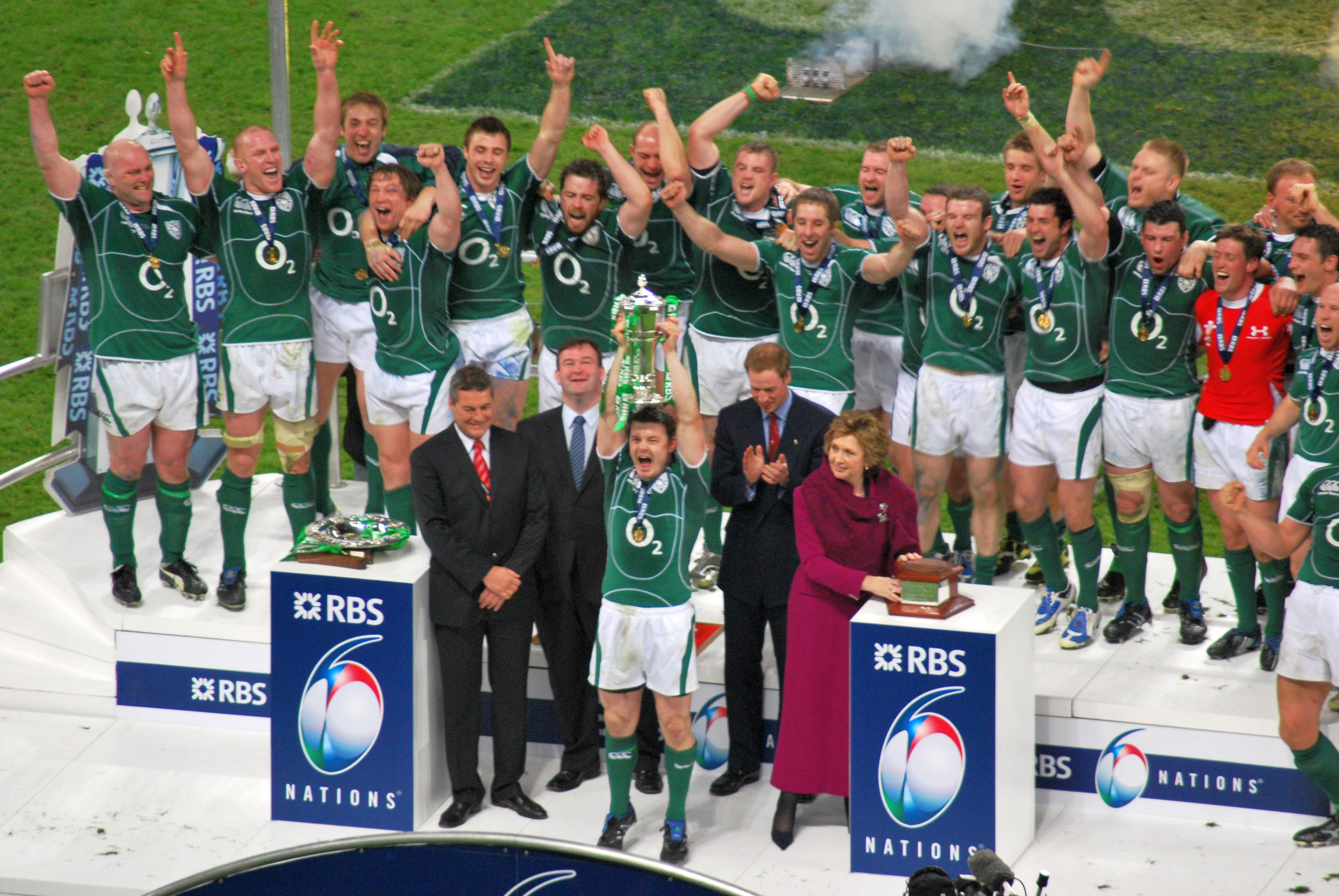
Die irische Rugbynationalmannschaft nach dem Sieg bei den Six Nations 2009

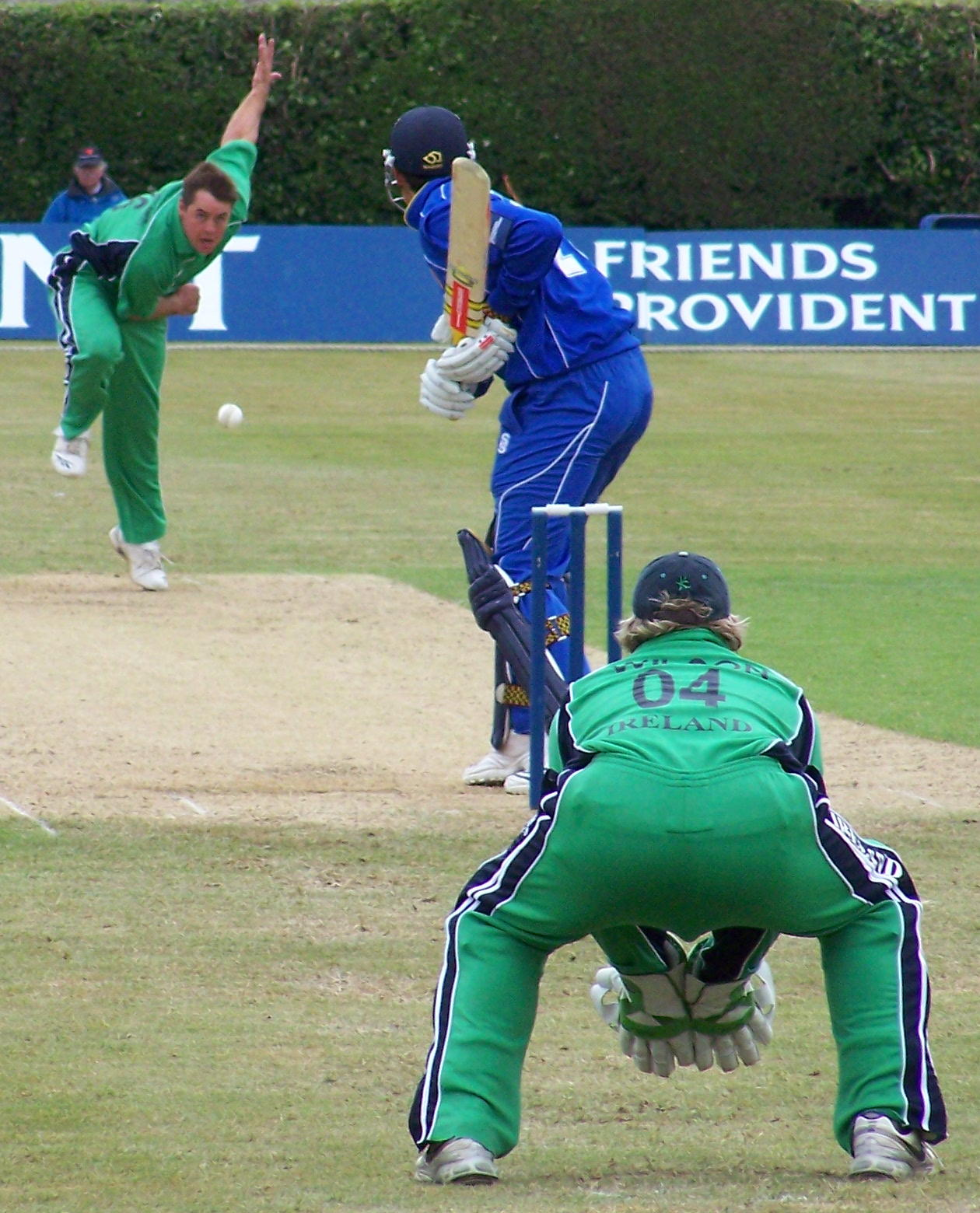
Irland (in hellgrün) gegen Essex bei der Friends Provident Trophy 2007

Sport wird meist auf einer gesamtirischen Basis organisiert und in den meisten Sportarten vertritt eine gemeinsame Mannschaft die gesamte Insel. Die wichtigste Ausnahme hiervon ist der Fußball, bei dem beide Landesteile mit einer eigenen Nationalmannschaft antreten. Für Olympische Spiele treten nordirische Athleten für die Mannschaft Großbritanniens an, zusammen mit England, Schottland und Wales. Nordirland nimmt mit einer eigenen Mannschaft an den Commonwealth Games teil und war seit 1930 bei jeder Austragung vertreten.
Fußball ist die einzige der beliebten Sportarten, bei denen Nordirland über eine eigene Nationalmannschaft verfügt und mit dem südlichen Teil der Insel keine gemeinsame Mannschaft stellt. Die nordirische Fußballnationalmannschaft qualifizierte sich bisher für drei Fußball-Weltmeisterschaften (1958, 1982 und 1986) und erreichte zweimal das Viertelfinale (1958 und 1982). Bei der Fußball-Europameisterschaft 2016, für Nordirland die erste Teilnahme an einer Fußball-Europameisterschaft, erreichte sie das Achtelfinale, unterlag dort jedoch gegen den britischen Nachbarn Wales. Irland qualifizierte sich ebenfalls für dieses Turnier und schied gleichermaßen im Achtelfinale aus.
Rugby Union ist ebenfalls eine beliebte Sportart und wird vom gesamtirischen Verband Irish Rugby Football Union (IRFU) organisiert. Ulster Rugby aus Nordirland ist eine der vier professionellen Mannschaften Irlands und nimmt an der Pro14, dem European Rugby Champions Cup und dem European Rugby Challenge Cup teil; die drei anderen irischen Mannschaften sind Connacht Rugby, Leinster Rugby und Munster Rugby. Ulster Rugby gewann den Heineken Cup 1998/99, den Celtic Cup 2003/04 und die Celtic League 2005/06. Die Irische Rugby-Union-Nationalmannschaft nimmt an den jährlichen Six Nations teil, zusammen mit England, Frankreich, Italien, Schottland und Wales, sowie an den vierjährlichen Rugby-Union-Weltmeisterschaften. Irland war einer der Gastgeber der Weltmeisterschaften 1991 und 1999. Als größte Ehre für irische Spieler gilt es, alle paar Jahre mit den British and Irish Lions auf Tour in die Südhemisphäre zu gehen, um gegen die All Blacks aus Neuseeland, die Springboks aus Südafrika oder die Wallabies aus Australien anzutreten. Wie die Männer nimmt die irische Frauen-Nationalmannschaft an jährlichen Six Nations der Frauen teil und qualifiziert sich regelmäßig für Weltmeisterschaften. Zudem war Irland Ausrichter der Frauen-Weltmeisterschaft 2017.
Das ebenfalls als „englisch“ empfundene Cricket war einst eine Randsportart in Nordirland, die Erfolge der irischen Nationalmannschaft bei den vergangenen Cricket World Cups 2007, 2011 und 2015 führten jedoch zu einer zunehmenden Beliebtheit dieser Sportart in Nordirland. Dabei ist besonders der Sieg über England beim 2011-Turnier erwähnenswert. Am 22. Juni 2017 wurde Irland zusammen mit Afghanistan Teststatus zuerkannt, was zur Teilnahme an der angesehensten Stufe des Crickets berechtigt. Wie im Rugby und Hockey ist die irische Cricket-Nationalmannschaft eine gesamtirische Mannschaft und vertritt beide Landesteile gleichermaßen. Irland war Co-Gastgeber beim Cricket World Cup 1999 und auch der Men’s T20 World Cup 2030 soll zusammen mit England und Schottland ausgetragen werden.